# Dasht-e Boz
Dasht-e Boz (persiska: دشت بز) är en ort i Iran.   Den ligger i provinsen Kohgiluyeh och Buyer Ahmad, i den centrala delen av landet, 500 km söder om huvudstaden Teheran. Dasht-e Boz ligger 1 353 meter över havet och antalet invånare är 241.
Terrängen runt Dasht-e Boz är kuperad åt sydost, men åt nordväst är den bergig. Dasht-e Boz ligger nere i en dal.Runt Dasht-e Boz är det ganska glesbefolkat, med 38 invånare per kvadratkilometer. Närmaste större samhälle är Mārgown, 19,0 km söder om Dasht-e Boz. Omgivningarna runt Dasht-e Boz är i huvudsak ett öppet busklandskap.